# اچ‌ام‌سی‌اس سامرساید (ام‌ام ۷۱۱)
اچ‌ام‌سی‌اس سامرساید (ام‌ام ۷۱۱) (به انگلیسی: HMCS Summerside (MM 711)) یک کشتی است که طول آن ۵۵٫۳ متر (۱۸۱٫۴۳ فوت) می‌باشد. این کشتی در سال ۱۹۹۸ ساخته شد.